# Serandit
Serandit (ehemals Sérandit) ist ein selten vorkommendes Mineral aus der Mineralklasse der „Silikate und Germanate“. Er kristallisiert im triklinen Kristallsystem mit der idealisierten chemischen Zusammensetzung NaMn2+2Si3O8(OH), ist also chemisch gesehen ein Natrium-Mangan-Silikat.
Strukturell gehört Serandit zu den Ketten- und Bandsilikaten mit zusätzlichen Hydroxidionen. Zudem bildet er mit Pektolith (NaCa2Si3O8(OH)) eine Mischkristallreihe. Entsprechend ist bei natürlichem Serandit das in der Formel enthaltene Mangan oft durch geringe Mengen an Calcium ersetzt. Beides lässt sich mit der von Strunz entwickelten kristallchemischen Strukturformel in der Form Na(Mn2+,Ca)2[Si3O8(OH)] bzw. (Mn,Ca)2Na[Si3O8OH] ausdrücken.
In reiner Form ist Serandit farblos und durchsichtig. Durch vielfache Lichtbrechung aufgrund von Gitterbaufehlern oder polykristalliner Ausbildung kann er aber auch durchscheinend weiß sein und durch Fremdbeimengungen eine hellrosa bis rosarote, braune oder schwarze Farbe annehmen. Seine Strichfarbe ist jedoch stets weiß.
Serandit entwickelt meist prismatische bis nadelige sowie tafelige oder blockige Kristalle, kommt aber auch in Form radialstrahliger und massiger Mineral-Aggregate vor. Unverletzte bzw. unverwitterte Kristallflächen weisen einen glas- bis fettähnlichen Glanz auf, Spaltflächen zeigen dagegen Perlmuttglanz und derbe Aggregate sind matt.
Mit einer Mohshärte von 5 bis 5,5 gehört Serandit zu den mittelharten Mineralen, die sich ähnlich wie die Referenzminerale Apatit (5) und Orthoklas (6) mit einem Taschenmesser oder einer Stahlfeile ritzen lassen.

## Etymologie und Geschichte
Als Entdecker des Minerals gilt Jules-Numa Mugnier Serand (1872–1933), der als Assistent von Antoine Lacroix die zu den Îles de Los gehörende Insel Roume (Guinea) bereiste und dort ein rosafarbenes Erz fand. Lacroix beschrieb das Mineral 1931 in seinem Bericht über die Geologie der Insel Roume und benannte es nach seinem Assistenten Serand, allerdings in der Schreibweise Sérandite (deutsch entsprechend Sérandit).
Diese Schreibweise wurde in verschiedenen mineralogischen Schriften und bis 2015 auch von der International Mineralogical Association übernommen. Mit der im Dezember 2015 erfolgten Publikation „Newsletter 28“ der IMA Commission on New Minerals, Nomenclature and Classification (CNMNC) wird diese Schreibweise allerdings diskreditiert und durch die Schreibweise Serandit(e) ersetzt.
Das Typmaterial des Minerals wird im National Museum of Natural History in Washington, D. C. aufbewahrt (Register-Nr. 96515).

## Klassifikation
In der mittlerweile veralteten, aber noch gebräuchlichen 8. Auflage der Mineralsystematik nach Strunz gehörte der Serandit zur Abteilung der „Ketten- und Bandsilikate (Inosilikate)“, wo er zusammen mit Bustamit, Cascandit, Denisovit, Ferrobustamit, Foshagit, Jennit, Pektolith, Tanohatait, Vistepit und Wollastonit die „Wollastonitgruppe“ mit der System-Nr. VIII/F.18 bildete.
Die seit 2001 gültige und von der International Mineralogical Association (IMA) verwendete 9. Auflage der Strunz’schen Mineralsystematik ordnet den Serandit ebenfalls in die Abteilung der „Ketten- und Bandsilikate“ ein. Diese ist allerdings weiter unterteilt nach der Art der Kettenbildung, so dass das Mineral entsprechend seinem Aufbau in der Unterabteilung „Ketten- und Bandsilikate mit 3-periodischen Einfach- und Mehrfachketten“ zu finden ist, wo es zusammen mit Bustamit, Ferrobustamit, Pektolith, Tanohatait und Wollastonit die „Wollastonitgruppe“ mit der System-Nr. 9.DG.05 bildet.
Auch die vorwiegend im englischen Sprachraum gebräuchliche Systematik der Minerale nach Dana ordnet den Serandit in die Abteilung der „Kettensilikatminerale“ ein. Hier ist er ebenfalls in der „Wollastonitgruppe“ mit der System-Nr. 65.02.01 innerhalb der Unterabteilung „Kettensilikate: Einfache unverzweigte Ketten, W=1 mit Ketten P=3“ zu finden.

## Kristallstruktur
Serandit kristallisiert triklin in der Raumgruppe P1 (Raumgruppen-Nr. 2) mit den Gitterparametern a = 7,68 Å; b = 6,89 Å; c = 6,75 Å; α = 90,5°; β = 94,1° und γ = 102,7° sowie 2 Formeleinheiten pro Elementarzelle.

## Bildung und Fundorte

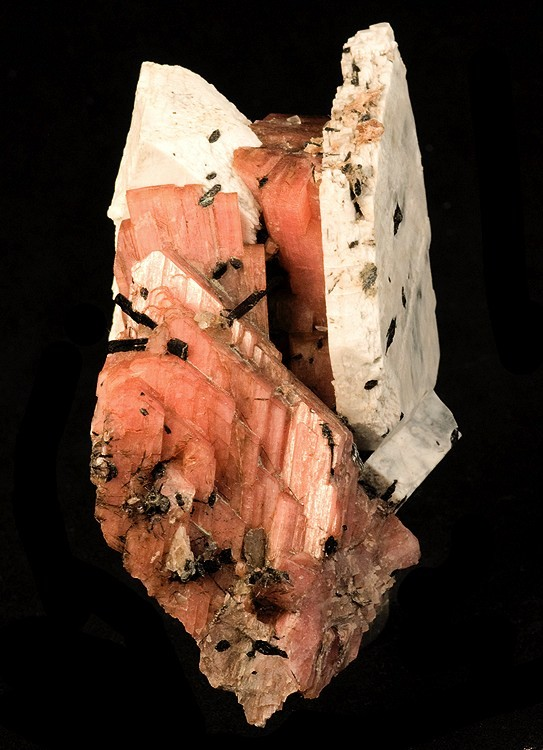
Serandit, Albit (weiß) und Aegirin (schwarz) aus dem Steinbruch Poudrette, Mont Saint-Hilaire, Kanada (Größe: 8,9 × 4,7 × 4,4 cm)

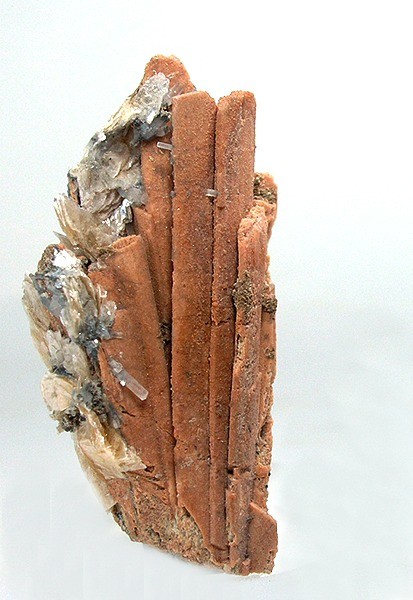
Rhodochrosit-Pseudomorphose nach Serandit mit Polylithionit, ebenfalls aus dem Steinbruch Poudrette (Größe: 5 × 2,6 × 1,8 cm)

Serandit bildet sich durch hydrothermale Vorgänge in Hohlräumen von Vulkaniten wie beispielsweise Nephelin-Syeniten, Pegmatiten oder Karbonatiten. Als Begleitminerale traten neben Nephelin unter anderem noch Aegirin, Analcim, Arfvedsonit, Astrophyllit, Eudialyt, Leukophan, Mikroklin, manganhaltiger Neptunit, Sodalith und Villiaumit auf.
Als seltene Mineralbildung konnte Serandit bisher nur an wenigen Fundorten nachgewiesen werden, wobei bisher rund 30 Fundorte (Stand: 2013) als bekannt gelten und seine Typlokalität Roume ist der bisher einzige bekannte Fundort in Guinea.
Die bisher größten bekannten und zugleich besten Kristalle mit bis zu 20 Zentimetern Länge wurden am Mont Saint-Hilaire in Kanada gefunden. Mont Saint-Hilaire ist zudem bekannt für seine Pseudomorphosen von Rhodochrosit nach Serandit. Bis zu 6 Zentimeter lange Seranditkristalle traten im „Yubileinaya“-Pegmatitgang am Berg Karnassurt Lowosero-Massiv (Lowosero-Tundra) auf der russischen Halbinsel Kola zutage.
Weitere Fundorte liegen unter anderem in Australien, Brasilien, Italien, Japan, Namibia, Norwegen, Südafrika und den Vereinigten Staaten von Amerika (USA).